# Olia Lialina

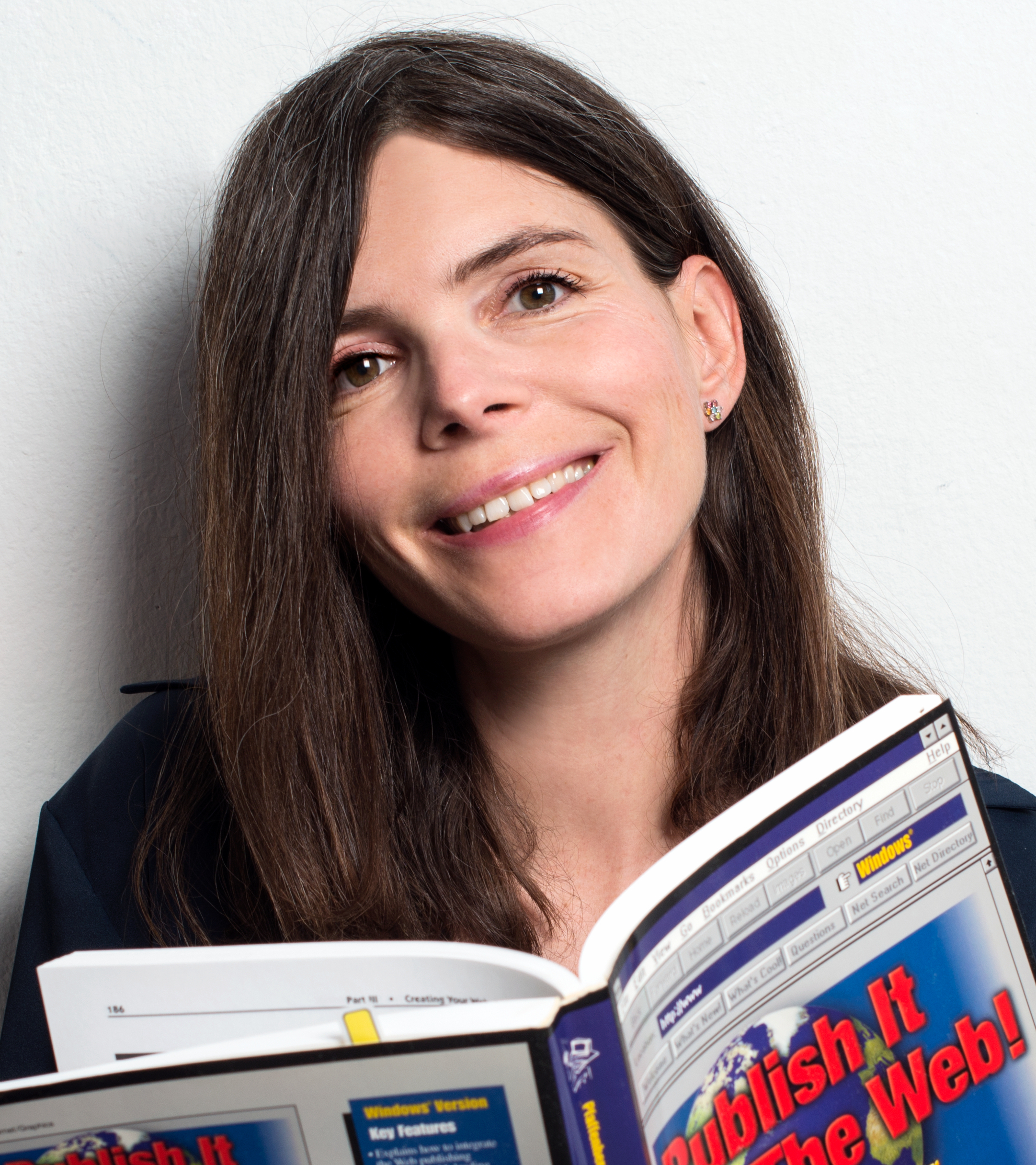
Olia Lialina 2018

Olia Lialina (* 4. Mai 1971 in Moskau) ist eine russische Netzkünstlerin und Medienwissenschaftlerin. Sie gilt als Pionierin der Netzkunst.

## Leben und Werk
1993 beendete sie ihre Studien an der Moskauer Staatsuniversität als diplomierte Journalistin.
In ihrem Werk My Boyfriend Came Back From The War von 1996 entwickelte sie eine besondere Erzähltechnik mit der Sprache der Elemente eines (damaligen) Webbrowsers und gilt daher als eine der Begründerinnen des Genres net.art.
Von 1996 bis 1998 war sie Direktorin des Cine Fantom Film Club. Mit Art.Teleportacia gründet sie 1998 die erste Galerie für Netzkunst, in der Kunstwerke ausschließlich online gekauft werden können. Seit 1999 lehrt sie als Professorin im Bereich Neue Medien an der Merz Akademie in Stuttgart. 2012 hat sie sich selbst als GIF-Model inszeniert, die Serie Animated GIF Model wurde vom Stedelijk Museum in Amsterdam erworben.
2014 gründet sie mit Dragan Espenschied das Geocities Research Institute, das ein Terabyte an GeoCities-Homepages archivieren konnte, um die Anfänge des Internets der 1990er-Jahre zu dokumentieren und für Forschungen zu verwenden. Auf One Terabyte of Kilobyte Age wird alle 20 Minuten ein Screenshot einer GeoCities-Homepage hochgeladen.

## Werke (Auswahl)
- 1996: my boyfriend came back from the war
- 1998: art.teleportacia.org
- 2012: Animated GIF Model
- 2014: Geocities Research Institute
- 2015/2020: Best Effort Network[4]

- 2017: Theaterstück Bear With Me
- 2018: Self-Portrait

## Ausstellungen (Auswahl)
- 2011: Wild Sky, Edith-Russ-Haus, Oldenburg; Chaos as Usual, Kunsthall Bergen; Collect the WWWorld, Spazio Contemporanea, Brescia
- 2014: You Might be a Dog, LEAP, Berlin; Digital Revolution, Barbican, London; Coded After Lovelace, White Box, New York; Megarave, Kunsthaus, Langenthal
- 2019: The Art Happens Here: Net Art's Archival Poetics, New Museum, New York; Quid est veritas?, Annka Kultys Gallery, London
- 2018: Lossless. Roehrs&Boetsch Zuerich (Einzelausstellung); The Whole Internet, ICA Aksioma, Ljubljana (Einzelausstellung); Art in the Age of the Internet 1989 to Today. ICA, Boston; Re/Public. Polit-Forum, Bern

## Publikation
- Olia Lialina, Dragan Espenschied (Hrsg.): Digital Folklore: to computer users, with love and respect, Stuttgart, merz & solitude, 2009, ISBN 978-3-937982-25-0.[5]

## Auszeichnungen
- net based award 2018[6]